# Epigynopteryx tenera
Epigynopteryx tenera är en fjärilsart som beskrevs av Claude Herbulot 1954. Epigynopteryx tenera ingår i släktet Epigynopteryx och familjen mätare. Inga underarter finns listade i Catalogue of Life.